# Michael Brand (Neurobiologe)
Michael Brand (* 29. September 1961 in Porz am Rhein) ist ein deutscher Entwicklungsbiologe, Genetiker, Neurobiologe und Regenerationsforscher.

## Werdegang
Michael Brand studierte als Stipendiat der Studienstiftung des deutschen Volkers an der Philipps-Universität Marburg und der Universität zu Köln Biologie und als Fulbright Fellow an der Harvard University in Cambridge, USA, Molecular Biology and Biochemistry (Masters). Nach der Promotion 1989 an der Universität zu Köln absolvierte er Forschungsaufenthalte an der University of California, San Francisco und am Max-Planck-Institut für Entwicklungsbiologie bei Christiane Nüsslein-Volhard. Er habilitierte 1997 an der Universität Tübingen für Entwicklungsgenetik und an der Universität Heidelberg für Zellbiologie.
Von 1995 bis 2000 leitete Brand eine Arbeitsgruppe am Institut für Neurobiologie am Interdisziplinären Zentrum für Neurowissenschaften (IZN) der Universität Heidelberg, und von 1999 bis 2005 am Max-Planck-Institut für molekulare Zellbiologie und Genetik in Dresden. Seit 2003 lehrt und forscht er als Inhaber der Professur für Molekulare Entwicklungsgenetik am Zentrum für Regenerative Therapien (CRTD) der TU Dresden. Von 2013 bis 2014 war er Plumer Visiting Research Fellow an der Oxford University, St. Anne’s College, und von 2013 bis 2017 Visiting Professor am King’s College London am dortigen MRC Center for Developmental Neurobiology. Als Studiendekan war er 2010 bis 2018 mitverantwortlich für den Aufbau des International Master's Program in Regenerative Biology and Medicine am CRTD der TU Dresden.

## Forschung
Michael Brand erforscht die molekulare und zelluläre Kontrolle der Entwicklung und Regeneration des Gehirns und der Retina. Er ist Autor von mehr als 200 wissenschaftlichen Publikationen in diesem Arbeitsgebiet. Seine Arbeiten werden unter anderem von der Deutschen Forschungsgemeinschaft und einem ERC advanced grant des European Research Council gefördert.
Er ist Initiator und Gründungsdirektor des DFG Forschungszentrums und Exzellenzclusters Zentrum für Regenerative Therapien Dresden der TU Dresden (2005–2014, 2019–2020), Direktor des Biotechnologischen Zentrums der TU Dresden (2005–2012), gewähltes Mitglied des Fachkollegiums der Deutschen Forschungsgemeinschaft (2012–2020), der European Molecular Biology Organisation (EMBO) und der Royal Society of Biology in London. Seit 2020 ist er Vorsitzender der Deutschen Gesellschaft für Entwicklungsbiologie. Er wurde 1999 mit dem Walter-Arndt Habilitationspreis der Deutschen Gesellschaft für Zoologie ausgezeichnet.
Für seine Forschung und Verdienste um den Aufbau der Stammzellforschung und der Biotechnologischen Forschung in Dresden wurde er mit dem Bundesverdienstorden der Bundesrepublik Deutschland 1. Klasse ausgezeichnet.